# Премка
Премка (изписване до 1945 година: Прѣмка; на македонска литературна норма: Премка; на албански: Premka) е село в Северна Македония, в община Кичево.

## География
Селото е разположено в областта Горно Кичево в западните склонове на Челоица.

## История
Според „Кичево в миналото си и сега“ Прѣмка е българско село, потурчено след XVI век.
В XIX век Премка е смесено село в Кичевска каза на Османската империя. Църквата „Свети Атанасий“ е от 1871 година. В „Етнография на вилаетите Адрианопол, Монастир и Салоника“, издадена в Константинопол в 1878 година и отразяваща статистиката на населението от 1873 година Прешка (Preschka) е посочено като село с 44 домакинства с 52 жители мюсюлмани и 220 жители българи.
Според статистиката на Васил Кънчов („Македония. Етнография и статистика“) към 1900 година в Премка живеят 320 българи християни и 45 българи мохамедани.
На Етнографската карта на Битолския вилает на Картографския институт в София от 1901 година Премка е смесено село българи, помаци и албанци в Кичевската каза на Битолския санджак с 46 къщи.
Според митрополит Поликарп Дебърски и Велешки в 1904 година в Премка има 27 сръбски къщи. По данни на секретаря на Българската екзархия Димитър Мишев („La Macédoine et sa Population Chrétienne“) в 1905 година в Прелска има 304 българи екзархисти.
След Междусъюзническата война в 1913 година селото попада в Сърбия.
На етническата си карта на Северозападна Македония в 1929 година Афанасий Селишчев отбелязва Премка като българско село.
Църквата „Свети Илия“ е изградена в 1937 – 1938 година.
Според преброяването от 2002 година селото има 134 жители.
| Националност | Всичко |
| македонци    | 25     |
| албанци      | 108    |
| турци        | 0      |
| роми         | 0      |
| власи        | 0      |
| сърби        | 0      |
| бошняци      | 0      |
| други        | 1      |

От 1996 до 2013 година селото е част от Община Осломей.